# Lopidea anisacanthi
Lopidea anisacanthi är en insektsart som beskrevs av Knight 1962. Lopidea anisacanthi ingår i släktet Lopidea och familjen ängsskinnbaggar. Inga underarter finns listade i Catalogue of Life.